# Verrenberg
Verrenberg is een plaats in de Duitse gemeente Öhringen, deelstaat Baden-Württemberg, en telt 680 inwoners (2006).